# Renault Type KR

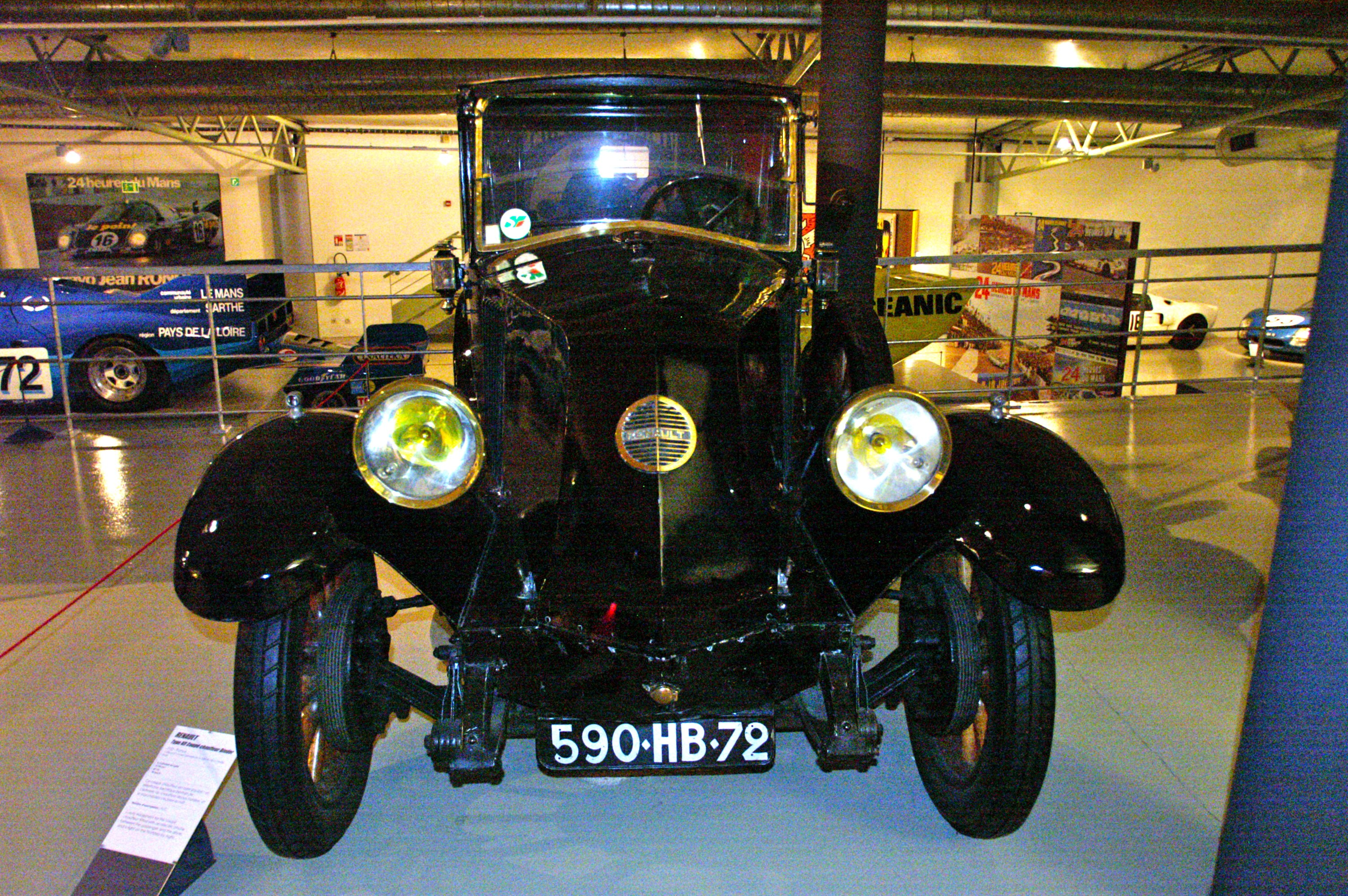
Frontansicht

Der Renault Type KR war ein Personenkraftwagenmodell der Zwischenkriegszeit von Renault. Er wurde auch 12/15 CV genannt.

## Beschreibung
Die nationale Zulassungsbehörde erteilte am 12. September 1923 seine Zulassung. Das Modell hatte keinen direkten Vorgänger, denn der Renault Type KH hatte einen kleineren Motor. 1923 folgte der Nachfolger Renault Type ME.
Der wassergekühlte Vierzylindermotor mit 85 mm Bohrung und 140 mm Hub hatte 3178 cm³ Hubraum. Die Motorleistung wurde über eine Kardanwelle an die Hinterachse geleitet. Die Höchstgeschwindigkeit war je nach Übersetzung mit 50 km/h bis 60 km/h angegeben.
Bei einem Radstand von 320 cm bis 338 cm und einer Spurweite von 144 cm war das Fahrzeug  zwischen 419 cm und 440 cm lang und 165,5 cm breit. Der Wendekreis war mit 11 Metern angegeben. Das Fahrgestell wog 1150 kg, das Komplettfahrzeug zwischen 1700 kg und 1900 kg. 
Das Fahrgestell kostete 33.000 Franc, ein Tourenwagen abhängig von der Länge 41.000 oder 44.000 Franc, eine Coupé-Limousine 46.000 oder 48.000 Franc und eine Limousine 47.000 oder 50.000 Franc.